# Everything Burns
Everything Burns er en duet mellem Ben Moody og Anastacia. Det er den første officielle sang fra Moody siden han forlod Evanescence.
| Musik | Spire Denne musikartikel er en spire som bør udbygges. Du er velkommen til at hjælpe Wikipedia ved at udvide den. |